# 麥克弗森縣 (堪薩斯州)
麥克弗森縣（英語：McPherson County）是美國堪薩斯州中部的一個縣。面積2,334平方公里。根據美國2000年人口普查，共有人口29,523人。縣治麥克弗森。
成立於1867年2月26日，縣政府成立於1870年。縣名紀念在亞特蘭大之役中戰死的詹姆斯·B·麥克弗森。